# Paphiopedilum helenae
Paphiopedilum helenae (возможные русские названия: Пафиопедилюм Елены, Пафиопедилум Елены) — многолетнее трявянистое растение семейства Орхидные.
Самый миниатюрный представитель рода Paphiopedilum.
Вид не имеет устоявшегося русского названия.

## Синонимы
По данным Королевских ботанических садов в Кью:
- Paphiopedilum helenae f. aureum O.Gruss & Roeth, 1999
- Paphiopedilum delicatum Z.J.Liu & J.Y.Zhang, 2001

## Природныеразновидности
Описанная Paph. helenae f. delicatum не признаётся ботаниками Королевских ботанических садов в Кью и автором описания вида.

## История описания иэтимология
Найден в северном Вьетнаме (Cao Bang Prov., Tra Linh Distr., Quoc Toan Subdistr., 850—900 метров над уровнем моря, около озера Thang Hen, окрестности деревень Thang Hen и Lung Tao) 21 октября 1995 года российским ботаником Леонидом Аверьяновым. Описан им же в 1996 году.
Вид назван в честь Елены Аверьяновой, жены автора описания.

## Биологическое описание
Общий размер и окраска цветов изменчивы.
Побег симподиального типа, скрыт основаниями 3—5 листьев.
Листья кожистые, жёсткие, слегка сочные, зеленые с желтоватым краем, 3—12 в длину, 0.6—2 см в ширину.
Цветонос прямой или почти горизонтальный с чёрно-фиолетовым опушением. Соцветие одноцветковое, до 4—7 см длиной.
Цветки до 2,5—6 см в диаметре. Парус от бледно до ярко жёлтого цвета с белым краем, 1,8—3,5 от 1,5—3 см. Нижний чашелистик белый, овальный, 1,5—2,5 на 0.8—1.5 см. Лепестки от бледно-жёлтого до ярко-оранжевые с темными прожилками, прямые, язычковые, 1.5—3.5 на 0.4—0.8 см.
Губа от бледно-розового до коричнево-оранжевого цвета, мешковидная, от 2—3 до 1,5—2 см.
Стаминодий жёлтый, 7—8 мм в поперечнике, в центре яркий зеленовато-жёлтый до макушки.

## Ареал, экологические особенности
Вьетнам (провинции Баккан, Каобанг, Лангшон) и, возможно, юг Китая.
Широколиственные вечнозеленые, смешанные и хвойные леса на скалах сложенных кристаллическими известняками на высотах от 500 до 900 метров над уровнем моря.
Цветение: сентябрь — ноябрь.
Диапазон температур: 10—25 °C. Полутенистые местообитания. С октября по февраль сухой сезон.
Иногда встречается рядом с Paphiopedilum hirsutissimum. Зарегистрирован естественный гибрид Paphiopedilum ×herrmannii (= Paphiopedilum helenae × Paphiopedilum hirsutissimum var. esquirolei).
В начале XXI века, в очень короткое время, 15,000—20,000 экземпляров Paphiopedilum helenae были собраны, незаконно вывезены из страны и реализованы на международном рынке.
Редок. Относится к числу охраняемых видов (I приложение CITES).

## Естественныегибриды
- Paph. ×herrmannii (=Paph. helenae × Paph. hirsutissimum). F. Fuchs et H. Reisinger, 1995, Linzer. Biol. Beitr. 27, 2: 1213. 
Крайне редок. Распространение: Северный Вьетнам (Каобанг) на границе с Китаем. Хвойные, смешанные и лиственные вечнозеленые леса на известняковых массивах. Отмечается на высотах 700—900 метров над уровнем моря. Цветение: август — октябрь[4].

## В культуре
При содержании в условиях квартиры, достаточно сложный вид.
Температурная группа — умеренная.
Освещение умеренное. Желателен суточный и сезонный перепад температур. Относительная влажность воздуха не менее 50 %.
Посадка в пластиковые и керамические горшки с несколькими дренажными отверстиями на дне, обеспечивающими равномерную просушку субстрата.
Частота полива подбирается таким образом, чтобы субстрат внутри горшка не успевал высохнуть полностью.
Основные компоненты субстрата: см. статью Paphiopedilum.